# Liste des préfets de Saône-et-Loire
Liste des préfets du département de Saône-et-Loire depuis sa création. Le siège de la préfecture est à Mâcon.

## Préfets napoléoniens (1800-1814 et 1815)
- Philippe Jean Baptiste Buffault (1760-1850) : 2 mars 1800[1]
- Louis-Julien de Buxeuil, baron de Roujoux : mai 1802 au 10 juillet 1814
- Auguste-Jean Germain de Montforton : 18 juillet 1814 au 23 mars 1815
- Jean-Pierre baron du Colombier : 23 mars à 7 mai 1815
- Guillaume-Charles Faipoult : mai à juillet 1815

## Préfets de la Restauration (1814-1815 et 1815-1830)
- Auguste-Jean, comte Germain de Montforton : juillet 1814 à mars 1815
- Auguste Édouard Gaulthier de Rigny : juillet 1815 à février 1816
- Louis, marquis de Vaulchier du Deschaux : février 1816 à mars 1819
- Alexandre Feutrier : mars 1819 à juillet 1820
- Louis, marquis de Vaulchier du Deschaux : août 1820 à avril 1822
- Saturnin-François-Alexandre, comte de Bourblanc : avril 1822 à octobre 1825
- Joseph, baron, puis comte de Villeneuve-Bargemon : octobre 1825 à mars 1828
- Jean-François-Alexandre, comte de Boudet de Puymaigre : du 3 mars 1828 à 1830

## Préfets de la monarchie de Juillet (1830-1848)
- Paul-François Tondut : 3 au 15 août 1830
- Lucien Arnault : août 1830 à janvier 1831
- Jean François Léon Saladin : février 1831 à janvier 1834
- Claude-Hyacinthe-Félix de Barthélémy : février 1834 à novembre 1838
- Jean-Justin Delmas : novembre 1838 à février 1848

## Préfets et commissaires du gouvernement de la Deuxième République (1848-1851)
- Emiland Menand : février à mars 1848
- Charles Mathey : mars à avril 1848
- Paul Saint-Etienne Cavaignac : de mai à juin 1848
- Edouard-Auguste Cerfberr : 1848-1849
- Pierre-Alexandre Le Roy de Boisaumarié : 1849-1851

## Préfets du Second Empire (1851-1870)
- Gustave Dubois de Romand (baron, 1810-1871) : 1851-1853
- Alexandre Ladreit de Lacharrière (1800-1868) : 1853-1856
- Jean-Hippolyte Ponsard (baron, 1809-1887) : 1856-1862
- Charles Dubreuil-Hélion de La Guéronnière (baron, 1827-1866)[2] : 1862-1866
- Louis-Auguste Marlière (1815-1894)[3] : 1866-1870

## Préfets de la Troisième République (1870-1940)
- Batilliat : 4 au 10 septembre 1870
- Frédérix Morin : septembre 1870 à mars 1871
- Louis-Nicolas Lacroix : non acceptant
- Charles Ferry : mars à octobre 1871
- Charles Rolland : octobre-novembre 1871
- François Regnault : 1871-1873
- Jean-Marie, baron Cottu : mai à juillet 1873
- Camille, vicomte Malher : 1873-1875
- Gustave Degrond : octobre 1875 à avril 1876
- Joseph Jean Charles Louis, baron Sers : 1876-1877
- Ernest Hendlé : janvier à mai 1877
- Charles Falcon de Cimier : mai à décembre 1877
- Ernest Hendlé : 1877-1882
- Édouard Bertereau : 1882-1883
- René Laffon : 1883-1884
- Paul Floret : 1884-1885
- Gustave Le Mallier : 1885-1888
- Jean-Baptiste Landard : 1888-1895
- Denis-Alexandre Bluzet : 1895-1896
- Jean-Louis Arnaud : 1896-1897
- Paul-Joseph Boudier : 1897-1898
- François-Charles Dumoulin : 1898-1899
- André de Joly : 1899-1900
- Frédéric Diény : 1900-1908
- François Ramonet : 1908-1913
- Joseph Canal: 1913-1914
- Joseph-Auguste Chaleil : 1914-1919
- Jean-Joseph Lamy-Boisroziers : 1919-1920
- François Allain : 1920-1922
- Achille Villey-Desmeserets : 1922-1932
- Paul Bouët[4] : 1932-1939
- Hyacinthe Charles Tomasini : 1939- 22 juin 1940

## Préfets de Vichy (1940-1944)
- Paul Brun : 1940-1941
- Pierre Voizard : non effectivement installé
- Alfred Hontebeyrie (2 avril 1895-31 mars 1969) : 1941-1942
- Paul Demange : 1942-1943
- Jean-Baptiste François (dit Louis) Thoumas : 1943-1944[5]

## Préfets et commissaires de la République de la Quatrième République (1944-1958)
- Lucien Drevon : 1944-1946
- Pierre Lambert : 1946-1953
- René Chopin : 1953-1959

## Préfets de la Cinquième République (depuis 1958)
| Période         | Période          | Identité              | Fonction précédente                                                                         | Observation                                                          |
| --------------- | ---------------- | --------------------- | ------------------------------------------------------------------------------------------- | -------------------------------------------------------------------- |
| 1959            | 1963             | Georges Catahl        |                                                                                             |                                                                      |
| 1963            | 1968             | André Vimeney         |                                                                                             |                                                                      |
| 1968            | 1972             | Jean Taulelle         |                                                                                             |                                                                      |
| 1972            | 1974             | Jacques Patault       |                                                                                             |                                                                      |
| 1974            | 1976             | Jean Périer           |                                                                                             |                                                                      |
| 1976            | 1979             | Jean Amet             |                                                                                             |                                                                      |
| 1979            | 1981             | Henri Coury           |                                                                                             |                                                                      |
| 1981            | 1982             | Alain Gerolami        |                                                                                             |                                                                      |
| 1982            | 1985             | Jacques Guérin        |                                                                                             |                                                                      |
| 1985            | 1986             | Gérard Cureau         |                                                                                             |                                                                      |
| 1986            | 1988             | Yves Mourès           |                                                                                             |                                                                      |
| 1988            | 19 juillet 1991  | Jacques Dewatre       |                                                                                             | Nommé Préfet de La Réunion, avec les attributions de préfet maritime |
| 19 juillet 1991 | 15 juillet 1994  | Jean-Claude Roure     | Préfet de la Martinique                                                                     |                                                                      |
| 15 juillet 1994 | 11 février 1998  | Denis Prieur          |                                                                                             | Nommé Préfet du Haut-Rhin                                            |
| 4 mars 1998     | 17 janvier 2001  | Joël Gadbin           |                                                                                             |                                                                      |
| 17 janvier 2001 | 9 janvier 2004   | Pierre-Henry Maccioni | Préfet de la Dordogne                                                                       | Nommé Préfet des Côtes-d'Armor                                       |
| 9 janvier 2004  | 15 novembre 2005 | Didier Lallement      |                                                                                             |                                                                      |
| 6 janvier 2006  | 2008             | Anne Merloz           | préfète du Cher                                                                             |                                                                      |
| 10 avril 2008   | 21 janvier 2010  | Michel Lalande        | secrétaire général de la préfecture de Paris                                                | Nommé Préfet de La Réunion                                           |
| 21 janvier 2010 | 23 décembre 2010 | Thierry Lataste       | Préfet de la Vendée                                                                         |                                                                      |
| 13 janvier 2011 | 14 mars 2013     | François Philizot     | Préfet du Morbihan                                                                          |                                                                      |
| 14 mars 2013    | 11 février 2015  | Fabien Sudry          | Préfet de Tarn-et-Garonne                                                                   | Nommé Préfet de la Loire                                             |
| 19 février 2015 | 28 août 2017     | Gilbert Payet         | Préfet des Vosges                                                                           | Nommé Préfet des Pyrénées-Atlantiques                                |
| 28 août 2017    | 24 août 2020     | Jérôme Gutton         | Préfet des Deux-Sèvres                                                                      |                                                                      |
| 24 août 2020    | 22 octobre 2022  | Julien Charles        | Secrétaire général pour les affaires régionales auprès du Préfet de la Région Ile de France | Nommé Préfet des Pyrénées-Atlantiques                                |
| 5 octobre 2022  |                  | Yves Séguy            | Préfet des Vosges                                                                           | -                                                                    |